# Дзеґетня
Дзеґетня (пол. Dziegietnia) — село в Польщі, у гміні Соколів-Підляський Соколовського повіту Мазовецького воєводства.
Населення — 112 осіб (2011).
У 1975-1998 роках село належало до Седлецького воєводства.

## Демографія
Демографічна структура станом на 31 березня 2011 року:
|          | Загалом | Допрацездатний вік | Працездатний вік | Постпрацездатний вік |
| -------- | ------- | ------------------ | ---------------- | -------------------- |
| Чоловіки | 61      | 15                 | 35               | 11                   |
| Жінки    | 51      | 7                  | 26               | 18                   |
| Разом    | 112     | 22                 | 61               | 29                   |